# Maria Plantagenet
Maria Plantagenet, właśc. Maria Waltham (ur. 10 października 1344 w Waltham, zm. w grudniu 1362) – angielska księżna Bretanii.

## Życiorys
Maria Plantagenet urodziła się 10 października 1344 roku jako córka Edwarda III i Filipy de Hainault. W dzieciństwie została zaręczona z księciem Bretanii Janem V, a 3 lipca 1361 roku w Pałacu Woodstocku odbył się ich ślub. Zmarła w grudniu 1362 roku i została pochowana obok swojej siostry Małgorzaty w Abingdon Abbey.